# Madrasa Bou Inania (Fès)

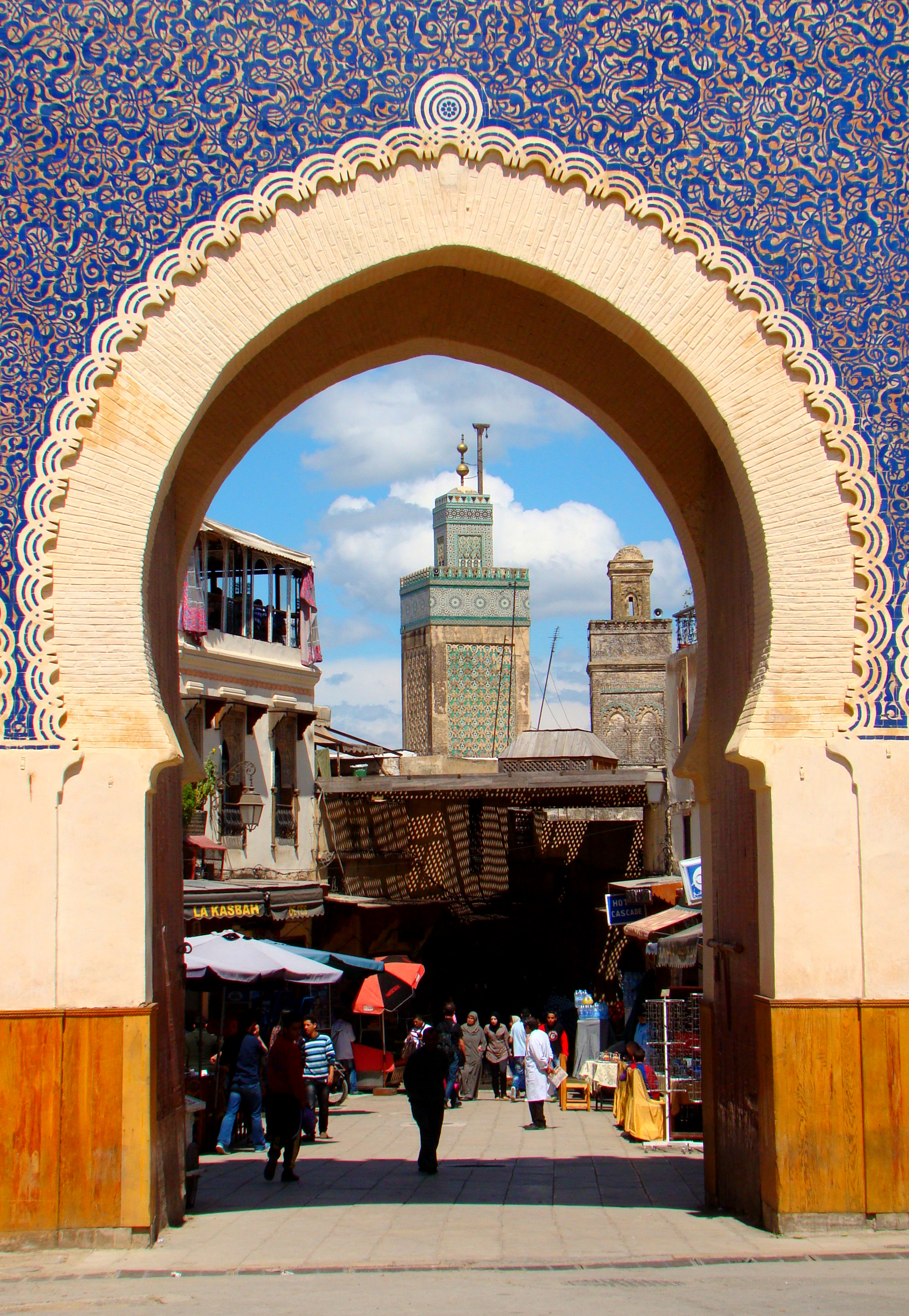
Il minareto della Madrasa Bou Inania (Bū ʿInāniyya) visto attraverso la Bab Boujloud (Bāb Bū Jallūd)

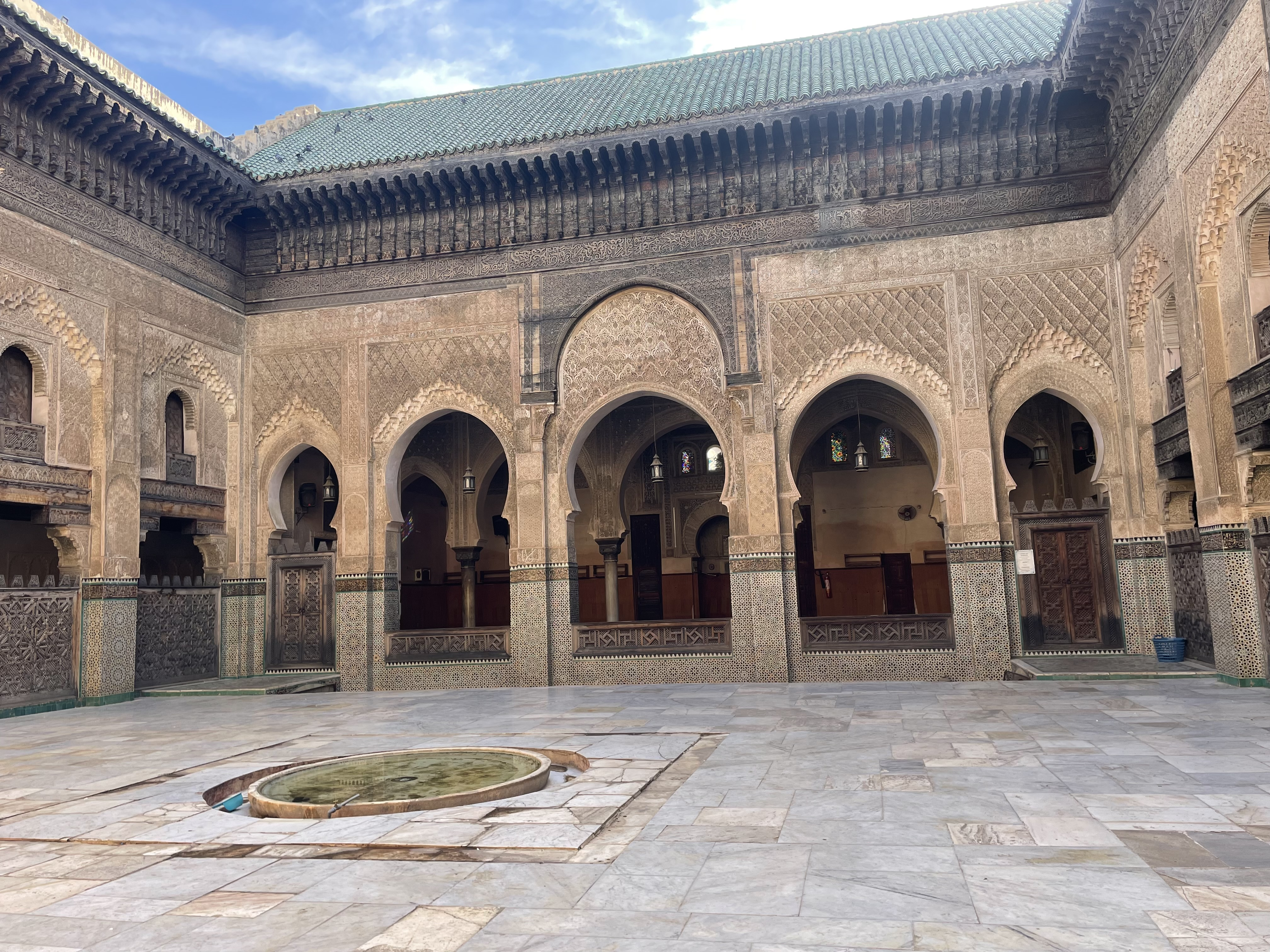
Il cortile della Madrasa Bou Inania di Fez

La Madrasa Bou Inania (o Bū ʿInāniyya) è una madrasa di Fez, in Marocco, fondata nel 1351-56 da Abu Inan Faris, che fondò anche la Madrasa Bou Inania di Meknès. È largamente riconosciuta come un eccelso esempio di architettura merinide.

## Storia
Il nome "Bou Inania" è la francesizzazione dell'arabo Abū ʿInāniyya e prende il suo nome dal sultano merinide "Abū ʿInān". La madrasa ebbe funzione sia di istituto educazionale sia di moschea congregazionale.
È l'unica madrasa di Fès con un minareto. Di fronte all'entrata principale della madrasa è posta l'entrata alla dār al-wuḍūʾ, la sala delle abluzioni. Sia a destra che a sinistra della corte centrale sono presenti le aule.
Secondo gli storici, i responsabili religiosi della Moschea al-Qarawiyyīn consigliarono ad Abū ʿInān Fāris di costruire questa madrasa. È stata l'ultima madrasa ad essere costruita dai Merinidi. La madrasa diventò una delle più importanti istituzioni religiose di Fez e del Marocco, e le venne riconosciuto lo status di Jāmiʿ.
La madrasa venne ristrutturata nel XVIII secolo. Durante il regno del Sultano Mulay Sulayman, ampie sezioni vennero completamente ricostruite. Nel XX secolo, la maggior parte dei lavori di ristrutturazione vennero eseguiti sulle strutture portanti, sui gessi e sulle decorazioni.
La madrasa è una dei pochi luoghi religiosi del Marocco accessibili anche dai non islamici. Di fronte alla Madrasa Bou Inania si trova la Dar al-Magana (lett. la casa dell'orologio), un muro con un orologio idraulico, costruito in concomitanza alla madrasa.